# 브래드 윌크
브래드 윌크(영어: Brad Wilk, 1968년 9월 5일 ~ )는 미국의 음악가, 배우, 활동가이다. 그는 레이지 어게인스트 더 머신, 오디오슬레이브, 블랙 사바스, 그리고 프로펫츠 오브 레이지의 드러머로 가장 잘 알려져 있다.
윌크는 1990년 그레타의 드러머로 경력을 시작했고, 1991년 8월, 톰 모렐로, 잭 데라로차와 함께 레이지 어게인스트 더 머신을 공동 설립하는 것을 도왔다. 2000년 10월, 밴드가 해체된 후, 윌크, 모렐로, 레이지 어게인스트 더 머신의 베이시스트 팀 코머포드, 사운드가든의 프론트맨 크리스 코넬은 2007년에 해체된 슈퍼그룹 오디오슬레이브를 결성했다. 2016년부터 2019년까지 코머포드, 모렐로, 척 D, 비리얼, DJ 로드와 함께 밴드 프로펫츠 오브 레이지에서 활동했다. 그는 현재 재결합 후 밴드 레이지 어게인스트 더 머신에서 활동하고 있다.
윌크는 또한 영국의 헤비 메탈 밴드 블랙 사바스의 마지막 음반 《13》에서 드럼을 연주했다. 이 음반은 2013년 6월에 발매되었다. 윌크는 데뷔 음반 《Ten》이 발매된 직후 펄 잼과 함께 잠시 연주했다.

## 어린 시절
브래들리 조셉 윌크는 1968년 9월 5일, 오리건주 포틀랜드에서 태어나 일리노이주 시카고에서 자랐다. 그의 가족은 후에 남부 캘리포니아에 정착했다. 그는 13살 때 드럼을 연주하기 시작했다. 그는 존 본햄, 키스 문, 그리고 엘빈 존스를 그의 가장 큰 영향력으로 꼽았다. 윌크는 13살 때 밴드를 라이브로 본 적이 있는 반 헤일런의 젊은 시절 팬이었다. 그는 폴란드계 유대인 혈통이다.

## 사생활
윌크는 평생 동안 숫자 3과 개인적인 친분을 유지했으며, 드럼 키트 전체에 숫자 3의 작은 스티커와 레이지 어게인스트 더 머신의 세 번째 음반인 《The Battle of Los Angeles》의 라이너 노트를 배치했다. 《모던 드러머》와의 인터뷰에서 윌크는 "여덟 살이나 아홉 살 때부터 저는 숫자 3에 끌렸습니다. 그것은 항상 저에게 정말 무거운 숫자였습니다. 팔에 문신이 있고, 세 개로 세죠. 학교에 있는 모든 사람들은 2, 4, 6, 8, 10을 배웠습니다. 저는 제가 걸어갈 길을 세었습니다. 심지어 제가 내릴 결정에 있어서도요. 모두 3가지에 기반을 두고 있습니다"고 3을 플레이에 포함시켜서 말했다.
윌크는 1997년에 제1형 당뇨병으로 진단받았고, 당뇨에 대한 인식을 위한 기금을 모으는 데 적극적이다. 그는 청소년 당뇨병 연구 재단의 오렌지군 지부에 약 12,000 달러를 기부했다.

## 음반 목록

### 레이지 어게인스트 더 머신
- 《Rage Against the Machine》 (1992년)
- 《Evil Empire》 (1996년)
- 《The Battle of Los Angeles》 (1999년)
- 《Renegades》 (2000년)

### 오디오슬레이브
- 《Audioslave》 (2002년)
- 《Out of Exile》 (2005년)
- 《Revelations》 (2006년)

### 블랙 사바스
- 《13》 (2013년)